# Charta der Normannen

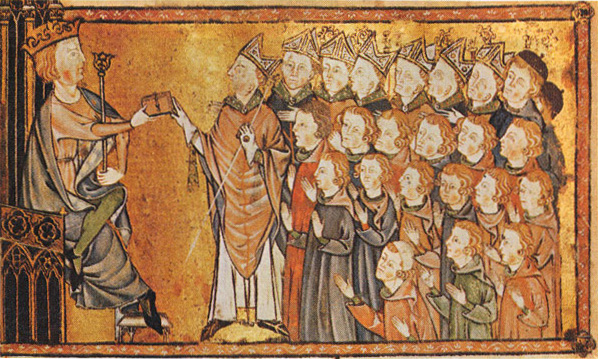
Die Gewährung der Charta der Normannen

Die Charta der Normannen oder Normannische Charta ist eine Urkunde, die den Einwohnern der Normandie bestimmte Rechte und Privilegien verlieh. Sie wurde am 19. März 1315 vom französischen König Ludwig X. als Antwort auf die ungeduldigen normannischen Barone gewährt. Die Bestimmungen der Charta wurden in einer zweiten Verordnung vom 22. Juli 1315 bestätigt.
Um die periodischen Revolten der Normannen zu besänftigen, musste der König die Besonderheit der Normandie anerkennen, und diese Charta wird ebenso wie die zweite von 1339, die an die Magna Carta oder den Großen Freibrief der Engländer anknüpft, bis 1789 als Symbol des normannischen Partikularismus betrachtet.

## Kontext
1314 hatte Philipp der Schöne eine neue Steuer erhoben, um einen neuen Feldzug gegen Flandern zu finanzieren. Diese neue Abgabe, die als unverhältnismäßig in Anbetracht des Einsatzes erachtet wurde, führte zu einer Protestwelle im gesamten Königreich. Um die Stimmung zu beruhigen, gewährte sein Sohn Ludwig X. als sein Nachfolger eine Reihe von Chartas für verschiedene Provinzen. Die Charta der Normannen war die erste in dieser Reihe. Ihr folgten: die beiden Chartas der Languedoc vom 1. April 1315 und Januar 1316; die Charta der Bretonen vom März 1315; die beiden Chartas der Burgunder vom April und Mai 1315; die beiden Chartas der Champagne vom Mai 1315 und März 1316; die Charta der Picardie vom Mai 1315; die Charta der Auvergne vom September 1315, die für alle Basses-Marches (d. h. das Poitou, die Touraine, das Anjou, die Maine, die Saintonge und das Angoumois) reproduziert wurde; die Charta des Berry vom März 1316 und die Charta des Nivernais vom Mai 1316.

## Versionen
Drei Versionen der Charta der Normannen tauchen in den Sammlungen der Verordnungen der Könige von Frankreich auf. Zwei davon sind am 19. März 1315 datiert : die eine Version, lateinisch verfasst, zählt vierzehn Artikel; die andere, in Französisch geschrieben, nennt vierundzwanzig Artikel. Die dritte Version, ebenfalls in Latein, nennt ebenfalls vierundzwanzig Artikel und ist in Vincennes, Juli 1315 datiert.

## Inhalt
Diese Charta, die später eine fundamentale Rolle im kollektiven Bewusstsein und der Vorstellung der Normannen einnehmen wird, erlangte den Staus eines Mythos, um das Schlüsselsymbol des normannischen Protests zu werden, obwohl sie regelmäßig verletzt wurde und im Laufe der Jahrhunderte die Normannen sogar ihren Inhalt vergessen haben. Sie bot der Provinz Garantien in rechtlicher, steuerlicher und richterlicher Hinsicht und wurde regelmäßig während Krisenzeiten hochgehalten und vor allem, wenn es darum ging, dem königlichen Zentralismus die normannische Eigenheit entgegenzuhalten. Nur selten richtete sich der Protest gegen die Zentralmacht selbst, er wendete sich vielmehr gegen ihre konkreten Auswirkungen.
Die Charta von 1315 und danach diejenige von 1339 garantierte ihnen das Recht, niemals vor ein anderes Gericht zitiert zu werden als das ihrer Provinz. Wenn eine königliche Verordnung gegen eine ihrer Bestimmungen verstieß, erinnerte der ausdrückliche Vorbehalt, den man ihr hinzufügte, an die Existenz dieses Rechts, selbst wenn es verletzt wurde: Nonobstant clameur de haro et charte normande.
Die ersten beiden Artikel der Charta behandeln Fragen der Geldwirtschaft. Seit dem 11. Jahrhundert zahlten alle Normannen an den Herzog der Normandie die monnéage, eine direkte Steuer von 12 Denaren pro „feu fiscal“ (also pro Familienhaushalt) alle drei Jahre; im Gegenzug verzichtete der Herzog auf sein Recht, die Währung zu wechseln. Artikel 2 bezieht sich auf die Herdsteuer und präzisiert, dass sie dem Brauch gemäß erhoben werde, das heißt als fixer Betrag von 12 Denaren pro Herd, ausgestattet mit zahlreichen Ausnahmen, zu deren Respektierung sich der König von nun an verpflichtet.
Artikel 3 und 4 behandeln Fragen des Militärs. Dabei bezieht sich Artikel 4 auf den Heerbann. Der König verzichtet darin darauf, von seinen Vasallen eine längere Dienstpflicht zu verlangen, als sie gemäß dem Brauch ableisten müssen, nämlich 40 Tage. Eine Ausnahme bildet das Vorliegen einer „cause manifeste“ („offensichtlichen Ursache“), die aber nicht näher präzisiert wird.
In Artikel 5 und 6 geht es um Fragen des Privateigentums. Es wird hier im Zweifel der Grundsatz „Besitz gleich Titel“ anerkannt. Artikel 13 befasst sich speziell mit dem Strandrecht und Artikel 20 mit dem aus Skandinavien eingeführten Recht der Vasallen und ihrer Blutsverwandten, Seetang und andere Dinge zu sammeln und zu behalten, die an Flussufern angeschwemmt werden.
Artikel 9 behandelt Rechte im Zusammenhang mit der Nutzung königlicher Wälder, das heißt mit Tiers und Danger, einem doppelten Recht des Königs bei der Holzernte auf seinen Ländereien. Der Nutznießer soll ihm ein Drittel des Verkaufserlöses (Tiers) plus ein Zehntel dieses Drittels (Danger) bezahlen; dies schließt auch durch Stürme angefallenes Fallholz und minderwertige Holzsorten wie Silber-Weide, Sal-Weide, Schlehdorn, Büsche, Holunder, Erlen, Ginster, Wacholder und Brombeersträucher ein.
Artikel 15 begrenzt den Einsatz der Folter.
Artikel 16 begrenzt die Entlohnung der Anwälte.
Artikel 18 erkennt den Normannen das Recht zu, in der Normandie gemäß dem normannischen Brauch vor Gericht gestellt zu werden, und in letzter Instanz dem von Rollo, dem ersten Herzog der Normandie, eingeführten Échiquier de Normandie in Rouen vorgeführt zu werden; dieser wurde damit wieder zu einem souveränen Parlament, dessen Entscheidungen nicht mehr der Berufung vor dem Parlement de Paris unterworfen waren.
In Artikel 22 geht es um die Fragen der Besteuerung. Er erkennt das Recht des Königs an, die in den Gebräuchen bestätigten Aides zu erhalten, die zum ersten Mal 1190 festgelegt wurden und die im 13. Jahrhundert als „les trois aides féodales“, „les trois aides capitales“ oder „les trois aides de Normandie“ bekannt waren. Sie waren indirekte Steuern in Form von Beihilfen zur Mitgift der Tochter des Lehnsherrn, zu einem Lösegeld im Falle der feindlichen Gefangennahme des Lehnsherrn oder zu den Kosten einer Pilgerfahrt des Lehnsherrn. Der König verzichtete dafür auf die Erhebung neuer Steuern.

## Bestätigungen
Die Charta der Normannen wird von König Philipp VI. im Jahre 1339 bestätigt, ebenso durch dessen Sohn Johann II., während seiner Zeit als Herzog der Normandie bis 1350. König Karl V. hat die Charta nicht bestätigt, im Gegensatz dazu aber wiederum sein Sohn und Nachfolger Karl VI. am 23. Januar 1381. Während des Hundertjährigen Kriegs wurde die Charta von König Heinrich V. von England 1419 bestätigt, anschließend von dessen Bruder Herzog Johann von Bedford als Regent für des Königreich Frankreich im Namen des noch unmündigen Heinrich VI. am 16. November 1423.
Am Ende des Hundertjährigen Kriegs ergriff König Karl VII. von Frankreich Besitz von der Normandie. Anfang Oktober 1449 kam er in Pont-de-l’Arche an. Die Stadt Rouen schickte eine Delegation unter Führung des Erzbischofs Raoul Roussel dorthin mit dem Ziel, die Bedingungen für die Übergabe der Stadt auszuhandeln. Der König verpflichtete sich dazu, die Privilegien der Kirche von Rouen und der Stadt aufrechtzuerhalten und ebenso, die Charta der Normannen und das übrige normannische Gewohnheitsrecht zu bestätigen. Aber der König zögerte, sein Versprechen einzuhalten, und so schickte die Stadt Rouen am 25. Juni 1451 eine erneute Delegation nach Tours, um sich dort mit ihm zu treffen und von ihm die Bestätigung der Charta einzuholen. Karl VII. ordnete daraufhin ein Treffen der Verhandlungsführer in Vernon am 1. August 1451 an. Im Herbst 1452 forderten auch die Generalstände der Normandie die Bestätigung der Charta. Schließlich dauerte es bis zum April 1458, bis der König die Charta bestätigte. Sein Sohn und Nachfolger Ludwig XI. bestätigte die Charta am 4. Januar 1462, um eine Forderung der Generalstände der Normandie zu erfüllen. Bei der Versammlung der Generalstände in Tours 1484 wurde die Charta kaum erwähnt, aber Ludwigs Sohn und Nachfolger Karl VIII. bestätigte sie am 27. April 1485. Die Charta wurde in der Folge bestätigt von Ludwig XII. am 30. September und 2. Oktober 1508, von Franz I. 1517, Heinrich II. 1550 und schließlich von Heinrich III. im April 1579. Über so lange Zeit respektiert, verlor die Charta am Ende des 16. Jahrhunderts ihre Bindewirkung, wurde aber erst unter Ludwig XIV. tatsächlich abgeschafft. Dennoch wurde sie bis 1789 trotzdem unter den Verordnungen und Privilegien des Königs aufgezählt.

## Archivierung
Das Original der Charta hat sich nicht bis in unsere Tage erhalten. Die älteste bekannte Kopie wird im Archiv des Département Calvados im Bestand der Abtei Saint-Martin de Troarn aufbewahrt.